# Рудня (Броварський район)
Ру́дня — село в Україні, у Великодимерській селищній громаді Броварського району Київської області.
Населення села сьогодні налічує 1910 осіб.
Загальна площа землі в адмінмежах колишньої Руднянської сільської ради — 2980,7 га.

## Історія
Дмитро Гамалій першу письмову згадку про село виводить від 1590 р. У польських люстраціях 1622—1628 рр. згадується, як слобода Руда. Частину населення села складали козаки, частину — посполиті.
З 1613 року відоме, як власність шляхтичів Аксаків та князя Яловицького, з 1650 року селом володіють Ян та Петро Виговські київські воєводи. У 1729-30 роках у селі було 28 дворів, що належали київським монастирям зокрема Софіївському.
1753 року Юхим Дараган купив Рудню разом із селами Семиполки, Мостище, Святе у синів колишнього переяславського коменданта Матвія Андрійовича Хераскова  — Олександра, Петра й Михайла — за 9000 рублів.
У XVIII ст. село Рудня входило до складу Гоголівської сотні Київського полку.
1762 року за спадком село перейшло сину Василю, пізніше  — сестрі Василя Катерині Галаган.
1859 року у казенному селі Семиполковської волості Остерського повіту Чернігівської губернії, мешкало 894 особи (454 чоловіків та 440 жінок), налічувалось 113 дворових господарств, існувала православна церква.
За переписом 1897 року кількість мешканців зросла до 1518 осіб (735 чоловічої статі та 783 — жіночої), з яких 1491 — православної віри.

## Населення

### Мова
Розподіл населення за рідною мовою за даними перепису 2001 року:
| Мова            | Кількість | Відсоток |
| --------------- | --------- | -------- |
| українська      | 2164      | 95.97%   |
| російська       | 75        | 3.32%    |
| вірменська      | 8         | 0.36%    |
| білоруська      | 2         | 0.09%    |
| інші/не вказали | 6         | 0.26%    |
| Усього          | 2255      | 100%     |

## Освіта
У 1874 р. група селян вирішила навчити грамоти своїх дітей, до цього часу освіченими в селі були лише священник та дяк. Під школу орендували хату селянина Мусія Касяна, за оренду приміщення забезпечували його паливом. Школа проіснувала до 1877 року, викладали паламар Григорій, Закону Божому навчав священник. За весь час існування школи закінчив її (трирічний курс) лише один учень — Юхим Корнійович Небрат.
Наступну школу відкрили за 14 років — у 1891 році. Церковно-приходська школа містила одну класну кімнату і кімнату учителя. У класі навчалося водночас три групи, 30-40 учнів, але закінчили школу 10-12 дітей. Навчання було необов'язковим, проте суворим: били лінійкою, драли чуба. Школа проіснувала 20 років, її закінчили не більше 150 учнів. Платня учителя становила 65 крб на рік. Серед випускників школи були:
- Пилип Леонтійович Скоробагатько, закінчив Гоголівську двокласну, працював телеграфістом, згодом начальником станції «Дарниця»;
- Лука Михайлович Компанець, працював сільським писарем, волосним суддею, після встановлення Радянської влади чотири роки був секретарем сільської ради;
- Пелагея Федорівна Компанець, єдина дівчинка серед одинадцяти випускників творчого випуску.

З 1907 року розпочалося будівництво земської школи, будували майстри з Гоголева. Будівництво було покладено на селян, велося повільно, через брак матеріалів згодом припинилось. Спорудження школи взяло на себе земство, присланий підрядник закінчив будівництво та виготовив шкільні меблі. Навчання почалося у 1910 р., через рік дві групи учнів навчало двоє вчителів. До школи щороку вступало 50-60 дітей, до четвертого класу доходило 10-12. Школа функціонувала до революції.
До 1917 р. освітою займалися відділи народної освіти. У перші пожовтневі роки та в роки громадянської війни учнів навчалося мало. До 1932 р. школа була чотирирічною, з 1933 р. — семирічною, у 1935—1936 роках почалася її реорганізація на десятирічну, її очолював Страшевський. У 1936—1939 рр., за клопотанням директора школи Д. Ю. Приходька, залізниця взяла школу під своє керівництво, навчальний заклад працював як Бобрик-Руднянська середня школа № 23 Південно-Західної залізниці. 1939 р. відбувся перший і останній випуск учнів 10-го класу (16 осіб) цієї школи, приміщення школи не було розраховано на велику кількість учнів і школа знов стала семирічною. У 1940 р. шкільну садибу обсадили тополями, було посаджено фруктовий сад, почали добудовувати приміщення, щоб у 1941 р. відкрити восьмий клас. Але нацисти під час Німецько-радянської війни школу спалили. Будівництво нової школи розпочалося у 1944 році.
З 1949 р. в закладі вели «Книгу обліку особового складу робітників школи». Першим у ній стоїть прізвище А. Я. Березюка, директора, вчителя фізики та математики. Книга обліку свідчить, що освітній заклад почав функціонувати 1943 р., а у 1945—1946 навчальному році школа відновила роботу в повному обсязі, хоча будівництво ще тривало. Учителювали Т. П. Дворак та М. А. Ясинська.
Згодом освітній заклад почали називати залізничною школою № 30 ст. Бобрик, хоча він знаходився в с. Рудня.
З 1944 р. в школі працювали її випускники 1939 р. О. Ф. Кудіна, Г. Г. Пономаренко. З часом до школи повернувся П. П. Кудін, учасник бойових дій, відзначений 16-ма нагородами.
У серпні 1957 р. директором освітнього закладу призначили вчителя історії А. Л. Шевченка.
З 1960 р. школа називається Руднянською восьмирічною. У той час на ст. Бобрик функціонував окремий навчальний заклад.

### Руднянська загальноосітня школа І-ІІІ ступенів
1975 р. зведено нове шкільне приміщення. Це була восьмирічна школа повного дня на 420 учнівських місць. Новобудову прийняв В. І. Нетреба.
У Рудні поховані 23 воїни, які загинули, визволяючи село. Тепер їх імена відомі завдяки зусиллям гуртка юних слідопитів, а також учителів В. П. Джулай і Д. П. Денисенка.
1978 р. педагогічний колектив очолив Є. С. Вербицький. 1984 р. школу реорганізовано в середню.
2002 р. в Руднянській середній загальноосвітній школі навчається 270 учнів. Викладають 22 вчителі, серед них відмінники освіти України, учителі вищої та І категорії. Очолює педагогічний колектив О. П. Компанець

### Руднянське НВО
2018 p.Руднянську загальноосвітню школу,та ДНЗ«Берізка» було об'єднано,та змінено назву на КЗ«Руднянське НВО».Комунальний заклад«Руднянське Навчально-Виховне Об'єднання Заклад Загальної Середньої Освіти-Заклад Дошкільної Освіти»Великодимерської селищної ради.

### Руднянський ліцей
2022 р.КЗ«Руднянське НВО» та ЗДО«Берізка» було перейменовано за постановою від Великодимерської селищної ради «Про освіту» на 
```
     Руднянський ліцей
```

Великодимерської селищної ради.
ЗДО було перейменовано,як Відокремлений структурний заклад Руднянського ліцею ЗДО«Берізка»

## Люди
В селі народилися:
- Батечко Іван Васильович (1926—1981) — український радянський графік і педагог;
- Компанець Микола Іванович (1939—2018) — український графік і педагог.